# Léda (lune)
Pour les articles homonymes, voir Léda.
Léda est un satellite naturel de Jupiter.

## Dénomination
Léda porte le nom de Léda, personnage de la mythologie grecque ; Léda était reine de Sparte, mère — entre autres — d'Hélène dont Zeus (équivalent grec de Jupiter), sous la forme d'un cygne, était le père.
Ce nom fut adopté formellement par l'Union astronomique internationale le 7 octobre 1975 après avoir été proposé par le découvreur de Léda, Charles T. Kowal, en même temps que ceux de 8 autres satellites de Jupiter (le premier lot de satellites à avoir été officiellement nommé par l'UAI). Avant cela, Léda était désigné par Jupiter XIII ou simplement comme « le 13e satellite de Jupiter » ; il fut découvert peu de temps avant que soit utilisée la méthode de désignation provisoire actuelle et n'en a donc pas possédé.

## Caractéristiques physiques
Léda est un petit satellite. En supposant qu'il possède un albédo de 0,04, similaire à d'autres satellites de Jupiter (comme les membres du groupe d'Himalia),, sa magnitude visuelle de 19,2 conduit à un diamètre de 20 km.
Par calcul, la masse de Léda est estimée à environ 1,1 × 1016 kg.

## Orbite
Léda appartient au groupe d'Himalia, un groupe de cinq satellites qui orbite autour de Jupiter sur des demi-grands axes compris entre 11 160 000 et 12 555 000 km et des inclinaisons de 25,8 à 30,7° par rapport à l'équateur de Jupiter.

Diagramme illustrant l'orbite des satellites irréguliers de Jupiter. Le groupe d'Himalia est visible sur le centre-gauche.
Diagramme illustrant l'inclinaison des quatre principaux membres du groupe d'Himalia en fonction du demi-grand axe.

## Historique
Léda fut découvert par Charles T. Kowal à l'observatoire du Mont Palomar le 14 septembre 1974, par analyse de plaques photographiques prises du 11 au 13 septembre,. Il s'agit du 13e satellite à avoir été découvert autour de Jupiter.